# Wahlkreis Marsala (Camera dei deputati)
Der Wahlkreis Marsala war von 1993 bis 2005 und ist seit 2017 wieder ein Wahlkreis (italienisch collegio elettorale) für die Wahl der Abgeordnetenkammer.

## Von 1993 bis 2005

### Wahlkreisgebiet
Der Wahlkreis umfasste 5 Gemeinden (Marsala, Pantelleria, Petrosino, Salemi und Vita).

### Wahlergebnisse

#### Parlamentswahl 1994

##### Direktstimmen
| Kandidaten               | Kandidaten               | Parteien                                          | Stimmen | %    |
| ------------------------ | ------------------------ | ------------------------------------------------- | ------- | ---- |
|                          | Nicola Trapanigewählt    | Polo del Buon Governo (FI – AN – CCD – UdC – PLD) | 26.116  | 40,2 |
|                          | Gaspare Pellegrino       | Progressisti                                      | 19.779  | 30,4 |
|                          | Pietro Carlo Maria Pizzo | Socialdemocrazia per le Libertà                   | 9.836   | 15,1 |
|                          | Paolo Ruggieri           | Patto per l’Italia                                | 9.296   | 14,3 |
| Gesamt                   | Gesamt                   | Gesamt                                            | 65.027  | 100  |
|                          |                          |                                                   |         |      |
| Ungültige Stimmen        | Ungültige Stimmen        | Ungültige Stimmen                                 | 10.211  | 13,6 |
| Wähler                   | Wähler                   | Wähler                                            | 75.238  | 80,2 |
| Wahlberechtigte          | Wahlberechtigte          | Wahlberechtigte                                   | 93.795  |      |
|                          |                          |                                                   |         |      |
| Quelle: Innenministerium |                          |                                                   |         |      |

##### Listenstimmen
| Parteien                    | Parteien                         | Parteien                           | Stimmen | %    |
| --------------------------- | -------------------------------- | ---------------------------------- | ------- | ---- |
|                             | Polo del Buon Governo            | Forza Italia                       | 17.727  | 28,4 |
| Alleanza Nazionale          | Polo del Buon Governo            | 10.760                             | 17,2    |      |
| ↳ Gesamt                    | Polo del Buon Governo            | 28.487                             | 45,6    |      |
|                             | Progressisti                     | Partito Democratico della Sinistra | 13.460  | 21,6 |
| La Rete                     | Progressisti                     | 3.677                              | 5,9     |      |
| Partito Socialista Italiano | Progressisti                     | 1.464                              | 2,3     |      |
| Alleanza Democratica        | Progressisti                     | 1.174                              | 1,9     |      |
| Federazione dei Verdi       | Progressisti                     | 604                                | 1,0     |      |
| ↳ Gesamt                    | Progressisti                     | 20.379                             | 32,7    |      |
|                             | Patto per l’Italia               | Partito Popolare Italiano          | 4.456   | 7,1  |
| Patto Segni                 | Patto per l’Italia               | 2.902                              | 4,6     |      |
| ↳ Gesamt                    | Patto per l’Italia               | 7.358                              | 11,8    |      |
|                             | Socialdemocrazia per le Libertà  | Socialdemocrazia per le Libertà    | 3.542   | 5,7  |
|                             | Lista Marco Pannella             | Lista Marco Pannella               | 1.911   | 3,1  |
|                             | Solidarietà Occupazione Sviluppo | Solidarietà Occupazione Sviluppo   | 597     | 1,0  |
|                             | Mediterraneo                     | Mediterraneo                       | 141     | 0,2  |
| Gesamt                      | Gesamt                           | Gesamt                             | 62.415  | 100  |
|                             |                                  |                                    |         |      |
| Ungültige Stimmen           | Ungültige Stimmen                | Ungültige Stimmen                  | 12.823  | 17,0 |
| Wähler                      | Wähler                           | Wähler                             | 75.238  | 80,2 |
| Wahlberechtigte             | Wahlberechtigte                  | Wahlberechtigte                    | 93.795  |      |
|                             |                                  |                                    |         |      |
| Quelle: Innenministerium    |                                  |                                    |         |      |

#### Parlamentswahl 1996

##### Direktstimmen
| Kandidaten               | Kandidaten            | Parteien            | Stimmen | %    |
| ------------------------ | --------------------- | ------------------- | ------- | ---- |
|                          | Massimo Grillogewählt | Polo per le Libertà | 32.313  | 51,5 |
|                          | Eugenio Galfano       | L’Ulivo             | 26.923  | 42,9 |
|                          | Giuseppe Alloro       | Fiamma Tricolore    | 2.009   | 3,2  |
|                          | Francesco Stalteri    | Rinnovamento        | 1.504   | 2,4  |
| Gesamt                   | Gesamt                | Gesamt              | 62.749  | 100  |
|                          |                       |                     |         |      |
| Ungültige Stimmen        | Ungültige Stimmen     | Ungültige Stimmen   | 10.181  | 14,0 |
| Wähler                   | Wähler                | Wähler              | 72.930  | 76,7 |
| Wahlberechtigte          | Wahlberechtigte       | Wahlberechtigte     | 95.061  |      |
|                          |                       |                     |         |      |
| Quelle: Innenministerium |                       |                     |         |      |

##### Listenstimmen
| Parteien                                          | Parteien                                   | Parteien                                   | Stimmen | %    |
| ------------------------------------------------- | ------------------------------------------ | ------------------------------------------ | ------- | ---- |
|                                                   | Polo per le Libertà                        | Forza Italia                               | 16.866  | 28,8 |
| Alleanza Nazionale                                | Polo per le Libertà                        | 8.698                                      | 14,8    |      |
| CCD – CDU                                         | Polo per le Libertà                        | 4.456                                      | 7,6     |      |
| ↳ Gesamt                                          | Polo per le Libertà                        | 30.020                                     | 51,2    |      |
|                                                   | L’Ulivo                                    | Partito Democratico della Sinistra         | 9.756   | 16,6 |
| Popolari per Prodi (PPI – SVP – PRI – UD – Prodi) | L’Ulivo                                    | 3.124                                      | 5,3     |      |
| Rinnovamento Italiano                             | L’Ulivo                                    | 2.643                                      | 4,5     |      |
| Federazione dei Verdi                             | L’Ulivo                                    | 702                                        | 1,2     |      |
| ↳ Gesamt                                          | L’Ulivo                                    | 16.225                                     | 27,7    |      |
|                                                   | Partito della Rifondazione Comunista       | Partito della Rifondazione Comunista       | 6.654   | 11,3 |
|                                                   | Rinnovamento                               | Rinnovamento                               | 1.793   | 3,1  |
|                                                   | Lista Pannella – Sgarbi                    | Lista Pannella – Sgarbi                    | 1.360   | 2,3  |
|                                                   | Fiamma Tricolore                           | Fiamma Tricolore                           | 1.062   | 1,8  |
|                                                   | Noi Siciliani – Fronte Nazionale Siciliano | Noi Siciliani – Fronte Nazionale Siciliano | 879     | 1,5  |
|                                                   | Partito Socialista                         | Partito Socialista                         | 496     | 0,8  |
|                                                   | Federalisti Liberali                       | Federalisti Liberali                       | 159     | 0,3  |
| Gesamt                                            | Gesamt                                     | Gesamt                                     | 58.648  | 100  |
|                                                   |                                            |                                            |         |      |
| Ungültige Stimmen                                 | Ungültige Stimmen                          | Ungültige Stimmen                          | 14.276  | 19,6 |
| Wähler                                            | Wähler                                     | Wähler                                     | 72.924  | 76,7 |
| Wahlberechtigte                                   | Wahlberechtigte                            | Wahlberechtigte                            | 95.061  |      |
|                                                   |                                            |                                            |         |      |
| Quelle: Innenministerium                          |                                            |                                            |         |      |

#### Parlamentswahl 2001

##### Direktstimmen
| Kandidaten               | Kandidaten            | Parteien           | Stimmen | %    |
| ------------------------ | --------------------- | ------------------ | ------- | ---- |
|                          | Massimo Grillogewählt | Casa delle Libertà | 36.203  | 54,0 |
|                          | Salvatore Lombardo    | L’Ulivo            | 27.007  | 40,3 |
|                          | Donatella Castoro     | Democrazia Europea | 1.932   | 2,9  |
|                          | Gaspare Barbera       | Lista Di Pietro    | 1.110   | 1,7  |
|                          | Maria Bertolino       | Lista Emma Bonino  | 743     | 1,1  |
| Gesamt                   | Gesamt                | Gesamt             | 66.995  | 100  |
|                          |                       |                    |         |      |
| Ungültige Stimmen        | Ungültige Stimmen     | Ungültige Stimmen  | 7.050   | 9,5  |
| Wähler                   | Wähler                | Wähler             | 74.045  | 78,0 |
| Wahlberechtigte          | Wahlberechtigte       | Wahlberechtigte    | 94.912  |      |
|                          |                       |                    |         |      |
| Quelle: Innenministerium |                       |                    |         |      |

##### Listenstimmen
| Parteien                               | Parteien                             | Parteien                             | Stimmen | %    |
| -------------------------------------- | ------------------------------------ | ------------------------------------ | ------- | ---- |
|                                        | Casa delle Libertà                   | Forza Italia                         | 22.088  | 36,0 |
| CCD – CDU                              | Casa delle Libertà                   | 5.769                                | 9,4     |      |
| Alleanza Nazionale                     | Casa delle Libertà                   | 5.171                                | 8,4     |      |
| Nuovo PSI                              | Casa delle Libertà                   | 2.094                                | 3,4     |      |
| ↳ Gesamt                               | Casa delle Libertà                   | 35.122                               | 57,3    |      |
|                                        | L’Ulivo                              | Democratici di Sinistra              | 8.100   | 13,2 |
| La Margherita (Dem – PPI – RI – Udeur) | L’Ulivo                              | 5.252                                | 8,6     |      |
| Il Girasole (FdV – SDI)                | L’Ulivo                              | 1.007                                | 1,6     |      |
| Partito dei Comunisti Italiani         | L’Ulivo                              | 819                                  | 1,3     |      |
| ↳ Gesamt                               | L’Ulivo                              | 15.178                               | 24,8    |      |
|                                        | Democrazia Europea                   | Democrazia Europea                   | 4.897   | 8,0  |
|                                        | Lista Di Pietro                      | Lista Di Pietro                      | 2.459   | 4,0  |
|                                        | Partito della Rifondazione Comunista | Partito della Rifondazione Comunista | 2.187   | 3,6  |
|                                        | Lista Emma Bonino                    | Lista Emma Bonino                    | 1.159   | 1,9  |
|                                        | Paese Nuovo                          | Paese Nuovo                          | 206     | 0,3  |
|                                        | Abolizione Scorporo                  | Abolizione Scorporo                  | 77      | 0,1  |
| Gesamt                                 | Gesamt                               | Gesamt                               | 61.285  | 100  |
|                                        |                                      |                                      |         |      |
| Ungültige Stimmen                      | Ungültige Stimmen                    | Ungültige Stimmen                    | 12.760  | 17,2 |
| Wähler                                 | Wähler                               | Wähler                               | 74.045  | 78,0 |
| Wahlberechtigte                        | Wahlberechtigte                      | Wahlberechtigte                      | 94.912  |      |
|                                        |                                      |                                      |         |      |
| Quelle: Innenministerium               |                                      |                                      |         |      |

## Von 2017 bis 2020

### Wahlkreisgebiet
Der Wahlkreis umfasste Gemeinden: 

### Wahlergebnisse

#### Parlamentswahl 2018
| Kandidaten               | Kandidaten          | Stimmen | %    | Listen                               | Stimmen | %    |
| ------------------------ | ------------------- | ------- | ---- | ------------------------------------ | ------- | ---- |
|                          | Piera Aiellogewählt | 77.950  | 51,2 | Movimento 5 Stelle                   | 77.950  | 51,2 |
|                          | Tiziana Pugliesi    | 46.052  | 30,2 | Forza Italia                         | 30.550  | 20,1 |
| Lega                     | Tiziana Pugliesi    | 46.052  | 30,2 | 6.626                                | 4,4     |      |
| Fratelli d’Italia        | Tiziana Pugliesi    | 46.052  | 30,2 | 4.608                                | 3,0     |      |
| Noi con l’Italia – UDC   | Tiziana Pugliesi    | 46.052  | 30,2 | 4.268                                | 2,8     |      |
|                          | Pamela Orrù         | 20.732  | 13,6 | Partito Democratico                  | 18.092  | 11,9 |
| +Europa                  | Pamela Orrù         | 20.732  | 13,6 | 1.333                                | 0,9     |      |
| Italia Europa Insieme    | Pamela Orrù         | 20.732  | 13,6 | 1.017                                | 0,7     |      |
| Civica Popolare          | Pamela Orrù         | 20.732  | 13,6 | 290                                  | 0,2     |      |
|                          | Daniele Nuccio      | 3.490   | 2,3  | Liberi e Uguali                      | 3.490   | 2,3  |
|                          | Loredana Giacalone  | 1.791   | 1,2  | Il Popolo della Famiglia             | 1.791   | 1,2  |
|                          | Rosaria Rapisarda   | 622     | 0,4  | CasaPound Italia                     | 622     | 0,4  |
|                          | Giuseppa Alongi     | 591     | 0,4  | Potere al Popolo!                    | 591     | 0,4  |
|                          | Caterina Persiani   | 515     | 0,3  | Italia agli Italiani (FT – FN)       | 515     | 0,3  |
|                          | Carlo Mazziotta     | 336     | 0,2  | Partito Comunista                    | 336     | 0,2  |
|                          | Francesco Santagata | 180     | 0,1  | Lista del Popolo per la Costituzione | 180     | 0,1  |
| Gesamt                   | Gesamt              | 152.259 | 100  |                                      | 152.259 | 100  |
|                          |                     |         |      |                                      |         |      |
| Ungültige Stimmen        | Ungültige Stimmen   | 6.248   | 3,9  |                                      |         |      |
| Wähler                   | Wähler              | 158.507 | 63,3 |                                      |         |      |
| Wahlberechtigte          | Wahlberechtigte     | 250.456 |      |                                      |         |      |
|                          |                     |         |      |                                      |         |      |
| Quelle: Innenministerium |                     |         |      |                                      |         |      |

## Seit 2020

### Wahlkreisgebiet
| Wahlkreise – Camera dei deputati – Autonome Region Sizilien | Wahlkreise – Camera dei deputati – Autonome Region Sizilien | Wahlkreise – Camera dei deputati – Autonome Region Sizilien                                                                                   |
| Provinz                                                     | Provinz                                                     | Gemeinden nach Provinzen ⮞ Wahlkreis |
| ----------------------------------------------------------- | ----------------------------------------------------------- | --- |
|                                                             | Metropolitanstadt Catania (58 Gemeinden)                    | 9 ⮞ Wahlkreis Catania 34 ⮞ Wahlkreis Acireale 15 ⮞ Wahlkreis Ragusa                                                                           |
|                                                             | Metropolitanstadt Messina (108 Gemeinden)                   | 48 ⮞ Wahlkreis Messina 60 ⮞ Wahlkreis Barcellona Pozzo di Gotto                                                                               |
|                                                             | Metropolitanstadt Palermo (82 Gemeinden)                    | 1 + Teil Palermos ⮞ Wahlkreis Palermo – Settecannoli 21 + Teil Palermos ⮞ Wahlkreis Palermo – Resuttana – San Lorenzo 59 ⮞ Wahlkreis Bagheria |
|                                                             | Provinz Agrigent (43 Gemeinden)                             | 36 ⮞ Wahlkreis Agrigent 7 ⮞ Wahlkreis Gela |
|                                                             | Provinz Caltanissetta (22 Gemeinden)                        | 21 ⮞ Wahlkreis Gela 1 ⮞ Wahlkreis Ragusa |
|                                                             | Provinz Enna (20 Gemeinden)                                 | alle ⮞ Wahlkreis Barcellona Pozzo di Gotto |
|                                                             | Provinz Ragusa (12 Gemeinden)                               | alle ⮞ Wahlkreis Ragusa |
|                                                             | Provinz Syrakus (21 Gemeinden)                              | alle ⮞ Wahlkreis Syrakus |
|                                                             | Provinz Trapani (24 Gemeinden)                              | alle ⮞ Wahlkreis Marsala |

Der Wahlkreis umfasst alle 24 Gemeinden der Provinz Trapani.

### Wahlergebnisse

#### Parlamentswahl 2022
| Kandidaten                          | Kandidaten                | Stimmen | %    | Listen                                                  | Stimmen | %    |
| ----------------------------------- | ------------------------- | ------- | ---- | ------------------------------------------------------- | ------- | ---- |
|                                     | Marta Fascinagewählt      | 58.286  | 36,0 | Fratelli d’Italia                                       | 29.497  | 18,2 |
| Forza Italia                        | Marta Fascinagewählt      | 58.286  | 36,0 | 18.454                                                  | 11,4    |      |
| Lega per Salvini Premier            | Marta Fascinagewählt      | 58.286  | 36,0 | 9.326                                                   | 5,8     |      |
| Noi Moderati                        | Marta Fascinagewählt      | 58.286  | 36,0 | 1.009                                                   | 0,6     |      |
|                                     | Vita Martinciglio         | 44.816  | 27,7 | Movimento 5 Stelle                                      | 44.816  | 27,7 |
|                                     | Antonio Ferrante          | 28.938  | 17,9 | Partito Democratico – Italia Democratica e Progressista | 19.425  | 12,0 |
| Alleanza Verdi e Sinistra           | Antonio Ferrante          | 28.938  | 17,9 | 6.046                                                   | 3,7     |      |
| +Europa                             | Antonio Ferrante          | 28.938  | 17,9 | 2.217                                                   | 1,4     |      |
| Impegno Civico – Centro Democratico | Antonio Ferrante          | 28.938  | 17,9 | 1.250                                                   | 0,8     |      |
|                                     | Daniele Vito Mangiaracina | 13.584  | 8,4  | Sud chiama Nord                                         | 13.584  | 8,4  |
|                                     | Giulia Pantaleo           | 9.760   | 6,0  | Azione – Italia Viva                                    | 9.760   | 6,0  |
|                                     | Adriana Cavasino          | 3.385   | 2,1  | Italexit per l’Italia                                   | 3.385   | 2,1  |
|                                     | Antonio Ingroia           | 1.854   | 1,1  | Italia Sovrana e Popolare                               | 1.854   | 1,1  |
|                                     | Davide Licari             | 1.383   | 0,9  | Unione Popolare                                         | 1.383   | 0,9  |
| Gesamt                              | Gesamt                    | 162.006 | 100  |                                                         | 162.006 | 100  |
|                                     |                           |         |      |                                                         |         |      |
| Ungültige Stimmen                   | Ungültige Stimmen         | 20.330  | 11,1 |                                                         |         |      |
| Wähler                              | Wähler                    | 182.336 | 54,1 |                                                         |         |      |
| Wahlberechtigte                     | Wahlberechtigte           | 337.329 |      |                                                         |         |      |
|                                     |                           |         |      |                                                         |         |      |
| Quelle: Innenministerium            |                           |         |      |                                                         |         |      |